# Villahoz (kommunhuvudort)
Villahoz är en kommunhuvudort i Spanien.   Den ligger i provinsen Provincia de Burgos och regionen Kastilien och Leon, i den centrala delen av landet, 190 km norr om huvudstaden Madrid. Villahoz ligger 832 meter över havet och antalet invånare är 340.
Terrängen runt Villahoz är platt. Runt Villahoz är det glesbefolkat, med 12 invånare per kvadratkilometer. Närmaste större samhälle är Lerma, 13,8 km öster om Villahoz. Trakten runt Villahoz består till största delen av jordbruksmark.